# -speet

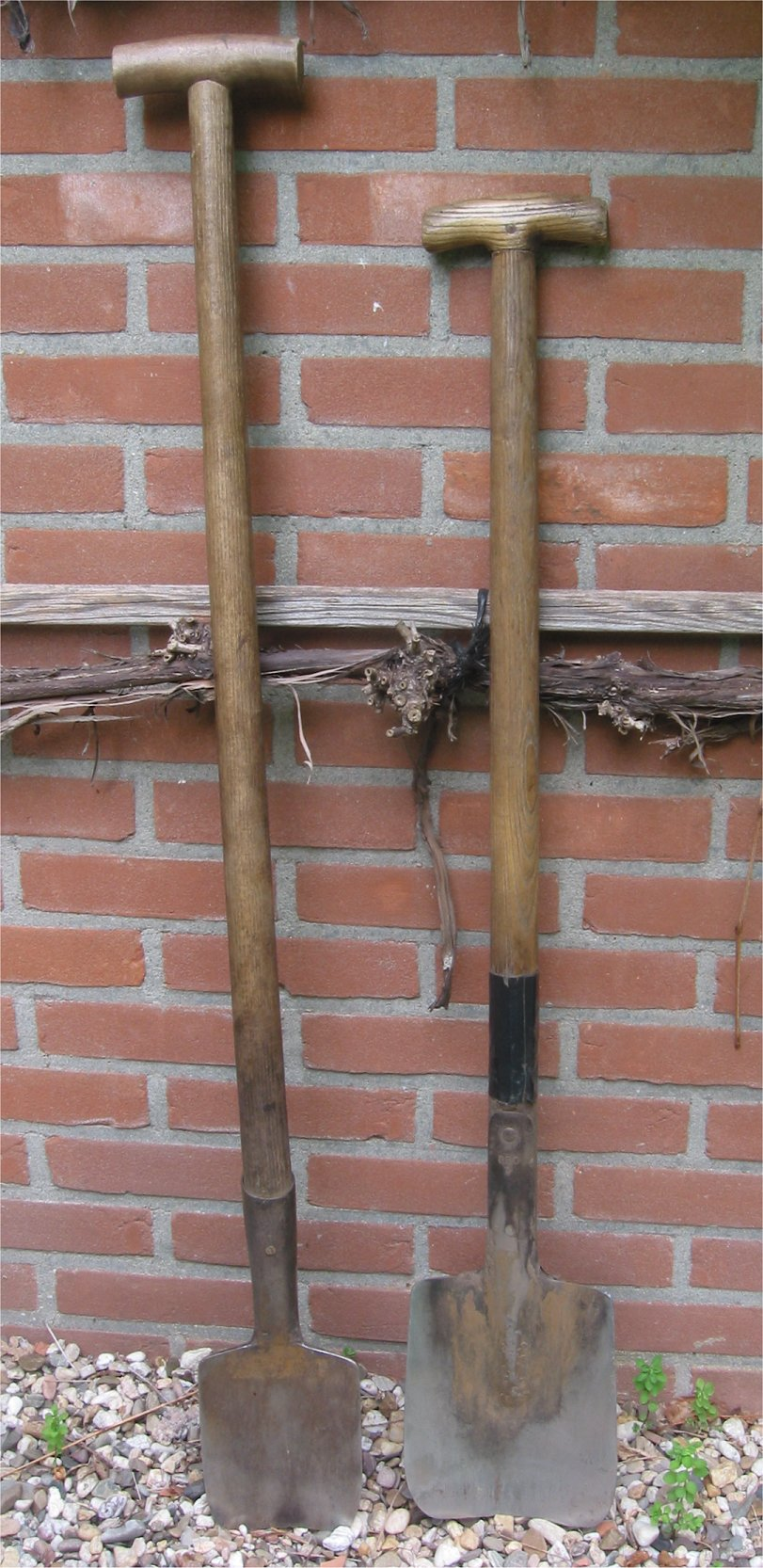
Twee spaden

Het toponiem -speet is vermoedelijk verwant met spade en spitten. Het woord verwijst naar de ontginning van woeste gronden.
De volgende plaatsen hebben dit toponiem in hun naam:
- Elspeet, vermoedelijke betekenis: de oude ontginning
- Nunspeet, vermoedelijke betekenis: de nieuwe ontginning